# Akanbe
Akanbe (あかんべえ, Akanbee), também escrito Akkanbee (あっかんべー, アッカンベー), é um gesto facial japonês. Ele consiste de alguém que puxa para baixo a sua pálpebra inferior para expor o lado inferior vermelho para alguém. É considerado um gesto de provocação imaturo. É muitas vezes acompanhado pela pessoa com a língua de fora.

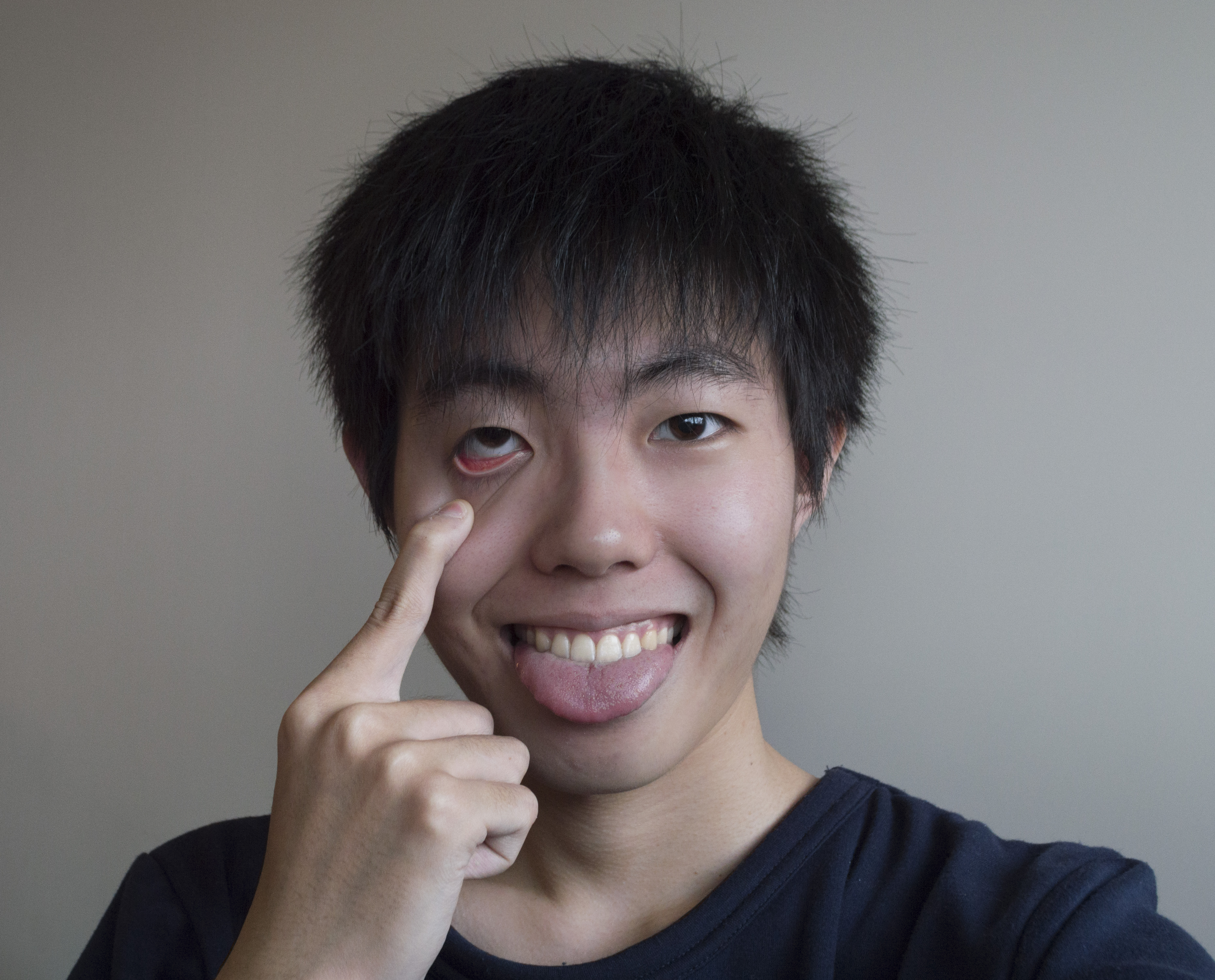
Exemplo de uso do gesto.

O uso do termo foi mencionado pela primeira vez no início do século XX pelo autor Katai Tayama, em sua história de 1909 Inaka Kyoshi (田舎教师, Professor Rural), como um gesto usado na história por estudantes do sexo masculino. Na história, ele dá a etimologia como uma corrupção de akai me (赤い目, olhos vermelhos).
O gesto é usado muitas vezes em mangá e anime por personagens Tsundere, ou crianças e personagens consideradas imaturas.